# Katana (personaje)
Katana (Tatsu Yamashiro (山城 たつ Yamashiro Tatsu?)) es una personaje ficticio que aparece en los cómics publicados por DC Comics. Aparece por primera vez en 1983, Katana es una guerrera samurái cuya habilidad con una espada le permite luchar por la justicia como superhéroe.
Su historia trágica incluye la muerte de su esposo, Maseo, cuya alma queda atrapada en su espada, el Soultaker. Katana ha aparecido en varios equipos de superhéroes de DC Comics, incluida la Liga de la Justicia y Birds of Prey, pero es más comúnmente asociada con el equipo conocido como los Forasteros, un equipo de héroes seleccionados por Batman para actuar como su equipo personal de operaciones negras, manejando misiones más riesgosas.
En la década de 2010, DC comenzó a presentar al personaje mucho más ampliamente en las adaptaciones de los medios de sus cómics, incluido un papel recurrente en la serie animada Batman: The Brave and the Bold y luego un papel protagonista en la serie Beware the Batman. El personaje fue adaptado para la acción en vivo en 2014, interpretado por Rila Fukushima durante la tercera y cuarta temporada de Arrow. El personaje hizo su debut cinematográfico en la película de 2016 Escuadrón suicida, interpretada por la actriz Karen Fukuhara, que forma parte de DC Extended Universe. El personaje también ha aparecido en películas animadas en directo y en varios videojuegos de DC Comics.

## Historial de publicaciones
Katana apareció por primera vez en The Brave and the Bold # 200 (portada en julio de 1983) y fue creada por el escritor Mike W. Barr y el artista Jim Aparo.
En febrero de 2013, Katana recibió su propia serie escrita por Ann Nocenti y con arte de Álex Sánchez. Este libro es considerado por DC como parte de la "Cuarta Ola" de los títulos de The New 52. Katana duró diez volúmenes. El último número fue lanzado el 11 de diciembre de 2013.

## Biografía del personaje

### Convirtiéndose en Katana
Tatsu Yamashiro (山城 たつ?) era una chica japonesa promedio, salvo por su habilidad en las artes marciales, un rasgo alentado por sus padres. Dos hermanos - Maseo y Takeo Yamashiro - proclamaron su amor por ella. Aunque a ella le gustaban ambos, eligió a Maseo. Takeo "no se lo tomó bien" y se negó a asistir a la boda de la pareja. Maseo repudió a su hermano, que se había unido a la Yakuza, tomando su marca de un gran tatuaje de dragón sobre el pecho - Tatsu y Maseo, lamentando la muerte de los padres de Tatsu, formaron una familia propia. Tatsu dio a luz a gemelos, Yuki y Reiko, mientras Takeo subió de rango en la Yakuza, dando rienda suelta a sus "gustos exóticos" por las armas antiguas. El General Karnz (más tarde, esbirro del Barón Bedlam) le presentó un par de espadas a juego, una de las cuales Takeo favoreció por sus propiedades místicas.
Takeo pasó días preparándose, antes de llevar las dos espadas a la residencia Yamashiro, exigiendo que su hermano luche por el "premio" de Tatsu. Durante el curso de la lucha, se inició un incendio y, mientras Maseo era distraído por sus hijos, Takeo mató a su hermano con la espada que se conocería como "Ladrona de Almas". Tatsu se levantó justo a tiempo para ver a su marido morir, y atacó a Takeo, ganando la ventaja y desarmándolo. Intentando salvar a sus hijos, oyó la voz de su marido viniendo de la espada, diciéndole que ya estaban perdidos. Escapando con vida, Tatsu comenzó a entrenar como un samurái con un maestro llamado Tadashi. Después de mucho tiempo se graduó de su tutela y se fue a Estados Unidos, donde pretendía usar sus talentos para luchar por la justicia. Ella tomó el nombre en clave Katana por la espada que blandía, poseída por un tiempo por el alma de su marido.

### Convirtiéndose en una Outsider
Finalmente Tatsu viajó a Markovia, un pequeño estado báltico, donde había rastreado a Karnz, y logró matarlo, implicando sin darse cuenta a Black Lightning (casualmente allí con Batman) en su crimen. Intentando rectificar el malentendido liberando Black Lightning, encontró a una joven que fue nombrada Halo. Los dos se unieron para rescatar a Black Lightning, Batman (capturado por un error de Halo), y el empleado de Bruce Wayne Lucius Fox de su captor, el Barón Bedlam.
Batman estaba en Markovia para rescatar a Lucius Fox, y habiendo buscado - y no obtenido - la ayuda de la Liga de la Justicia, había renunciado a su membresía en la Liga de la Justicia. Inspirado por el trabajo en equipo que encontró entre Black Lightning, Katana, Halo, Geo-Fuerza (el Príncipe Brion de Markovia), y Metamorfo (también casualmente presente), Batman decidió formar los Outsiders. El equipo logró acabar con la tiranía del barón en Markovia y se trasladó a Gotham City, donde montaron su cuartel general (un antiguo ático de Bruce Wayne, en secreto Batman). Tatsu se convirtió en tutora de Halo y los dos se mudaron al ático.
Al mismo tiempo, Takeo seguía prófugo y había seguido a Tatsu hasta Gotham City. Secretamente cambió espadas con ella y se fue a Tokio con los Outsiders pisándole los talones. Takeo llevó la espada a su amo, el padrino de la Yakuza, conocido solo como el Oyabun. Realizando un ritual específico, el Oyabun y Takeo lograron recuperar las almas que habitaban la espada, que procedió a tomar forma corpórea. Entre ellos había mercenarios y asesinos legendarios, pero también Maseo, que ahora era un esclavo del Oyabun. Katana y los Outsiders tuvieron que luchar contra todos ellos, pero finalmente logró recuperar la Ladrona de Almas de Maseo. Obligada a matar a su marido, también fue capaz de matar a Takeo, finalmente poniendo a descansar algunos de sus fantasmas. Al deshacer el ritual, su esposo regresó a la espada también.
En un momento dado los Outsiders se separaron del liderazgo de Batman y se instalaron en Markovia donde fueron financiados por la corona de Markov (Geo-Force es un príncipe de la familia real). Se convirtieron en los agentes oficiales de Markovia y se trasladaron a la ciudad de Los Ángeles donde hicieron su cuartel general en la embajada de Markov, conservando otro cuartel general secreto junto a la orilla. Aunque Tatsu había dejado su pasado atrás, el Oyabun volvió en su vida y envió un tengu tras ella, que la capturó. Sus compañeros en los Outsiders, en especial Halo y Looker lograron salvarla usando otro tengu y el líder tengu, quien les ayudó en la batalla.

### Deuda familiar
Después de un tiempo, el equipo se disolvió después de varios eventos trágicos alrededor de los padres de Geo-Force y Markovia. No obstante los Outsiders se vieron obligados a defender Markovia contra los Manhunters, pero durante la lucha Halo fue dejado en coma, salvando la vida de Katana. Limitado por el giri-ninjo (una deuda de honor hasta la muerte), Tatsu dejó el equipo para que pudiera tender las heridas de Halo. Durante ese tiempo, se le acercó un miembro de la familia de su marido, quien la quería acompañar al Escuadrón Suicida en una misión para destruir una gran horda de armas que estaba a punto de ser vendida a la Yakuza. Ella se negó sobre la base de su giri-ninjo, aunque estaba dispuesta a ayudar si la necesidad era verdaderamente desesperada. Ese miembro de la familia fue posteriormente asesinado, y ella fue tras el asesino, el Oyabun de Daichi-Doku (del cual su pariente era miembro), que no quiso ver las armas destruidas y trató de detener al Escuadrón Suicida. Durante esta aventura, ella le salvó la vida a Tigre de Bronce y Manhunter (Mark Shaw), uniéndolos de honor por el giri-ninjo. Mark Shaw luego la ayudó a derrotar al Oyabun de Daichi-Doku. El Oyabun llevó a cabo un suicidio ritual y Katana se quedó como su "segunda", dispuesta a ayudar con un golpe de hoja para que pudiera mantener su honor.

### Regresando con los Outsiders
Finalmente, los Outsiders se reforman y vuelven a Markovia. En lugar de una reunión pacífica, el equipo fue atrapado en una red de relaciones públicas que les marca como forajidos. Aunque los cargos se redujeron finalmente, el equipo fue fracturado. Halo muere por la explosión de un asesino, pero volvió a nacer en un cuerpo nuevo, que puso una inmensa tensión en la relación de Tatsu con Halo. Katana se une a un equipo con Geo-Force y Tecnócrata, a la cabeza. Ella desarrolla una relación romántica leve con Joey Hong, un asociado asiático de Guy Gardner. Durante una misión en solitario, Tadashi, su antiguo mentor envía a Lady Shiva para reclamar la espada Ladrona de Almas de Katana. Shiva se enfrenta a Katana, que había estado luchando contra una banda de narcotraficantes. Katana había matado a muchos, pero se niega a matar al miembro más joven, algo por lo que Shiva la insulta. Shiva, siendo renombrada como la asesina y luchadora más grande del mundo, fue capaz de matar a Katana con su propia espada. Katana vuelve a la vida después de un juicio por combate dentro de su espada, que incluye enfrentar a muchas de las almas de las personas que había matado. Después, ella logra encontrar a su antiguo mentor y quitarle la vida. Los dos equipos disidentes finalmente se reunirían, para acabar con las amenazas más sobrenaturales centradas en torno al nuevo miembro del equipo Sebastian Faust. Katana y sus amigos sufren por las torturas mentales y físicas por las que el padre de Faust, Félix, los pone. Halo finalmente los libera al destruir varios de los objetos de poder de Félix. Poco después, el grupo se rompe. Después de disolverse, Tatsu ha mantenido su asociación con sus antiguos aliados entre los Outsiders (como Black Lightning, Geo-Force, y Halo), y aunque ellos no funcionan como un equipo oficial, siempre se los ve juntos durante las grandes crisis. Sus estrechos vínculos con Batman también la vieron luchando a su lado, en varias ocasiones, sobre todo durante la crisis Imperiex y el incidente del Día del Juicio cuando Infierno invade la Tierra. La principal batalla contra el villano, el ángel rebelde Asmodel, con el poder del Espectro, se desarrolla en Nueva York. Katana protege personalmente a Madame Xanadu que está guardando el resto del poder de Asmodel con un escudo místico. La protección de Katana a Xanadu es asistida por el Doctor Oculto, Phantom Stranger y Alan Scott. Más tarde, Katana ayuda a Batman cuando él y Superman fueron declarados forajidos. Katana también fue llamada por Canario Negro, junto con otras mercenarias, con el fin de rescatar a Oráculo del senador Pullman. Después de que Oráculo fue salvada, Katana recibió una tarjeta, junto con la promesa de un favor si lo requiere. Katana regresa para ayudar a Oráculo en la edición #108 junto con docenas de otros agentes.

### Nuevos Outsiders
Más tarde Katana se unió a un nuevo equipo de Outsiders después ayudarles a derrotar a un Sabbac más poderoso. Ese equipo estaba formado por todos los nuevos miembros, con la excepción de Metamorfo, quien se reincorporó al equipo después de la desaparición de Shift. En Outsiders #42, Katana luce un nuevo traje, al sentir que no era apropiado usar un traje basado en la bandera de Japón, ya que el país había revocado su ciudadanía debido a su afiliación con el controversial equipo. Más tarde, Katana convoca a Sabbac para destruir la base del Dr. Sivana con su Fuego Infernal. Katana sigue siendo un miembro activo de los Outsiders tras el salto de continuidad Un año después. Inicialmente, el equipo es dirigido por Nightwing, pero el liderazgo se transfiere más tarde a Batman. Batman decide "probar" a Katana y al resto del equipo inicial, con el fin de diseñar un mejor equipo. Katana es la primera recluta oficial de Batman.

### La noche más oscura
Mientras escoltaba a Killer Croc al encarcelamiento, el vehículo de los Outsiders es demolido por Maseo, Yuki, y Reiko, que han sido revividos como Linternas Negras. Katana, creyendo que se ha reunido con su familia perdida, baja su guardia, pero es salvada de la muerte por sus compañeros. Al darse cuenta de la verdad, ella saca su espada, preparándose para luchar contra su marido no-muerto. Cuando Katana apuñala a Maseo, Ladrona de Almas le revela las intenciones de los Linternas Negras. Sus ataques pronto llegan a ser completamente ineficaces contra Maseo, que es destruido por un torrente de luz de Halo, que también destruyó a los hijos no-muertos de Katana.

### The New 52
Los sucesos de Flashpoint llevaron al reinicio de continuidad del Universo DC que alteró algo de la historia ficticia, pero dejó otras piezas en su lugar. Cada uno de los títulos del Universo DC se relanzaron y los títulos se han reiniciado nombrados The New 52. En esta continuidad reiniciada, una Barbara Gordon recién curda vuelve a la identidad de Batgirl y toma un permiso de ausencia de Birds of Prey y sugiere que Katana tome su lugar a tiempo completo en el equipo.
Katana se une a Canario Negro y Starling como tercer miembro de Birds of Prey. Katana es descrita como una luchador letal que ha pasado el año pasado librando una guerra contra el clan Yakuza que es responsable de la muerte de su marido. Se rumorea que está mentalmente inestable debido a su creencia de que el alma de su marido, con la que a menudo conversa en japonés, reside en su espada.
Después de una serie de aventuras con Birds of Prey, Katana deja el grupo para mantener un ojo en un culto de asesinos conocidos como las Dagas. Más tarde acepta la membresía en la nueva Liga de la Justicia de Amanda Waller a cambio de información sobre los asesinos de su marido. Cuando DC lanzó Justice League of America, también lanzaron la serie en solitario Katana, centrándose en la misión permanente de Tatsu de localizar al asesino de su marido. La serie duró 10 números. Después de esto, Katana hizo una aparición en Green Arrow #27 (2014), donde le dice al ciego misterioso Magus que la muerte de su marido se relaciona con los Outsiders, la sociedad formada por diversos clanes de armas y conectados a la nueva historia del origen de Flecha Verde. La Ladrona de Almas participó en la mitología de Flecha Verde como el tótem del Clan de la Espada, que tiene paralelos en los Clanes del Puño, la Máscara, el Escudo, el Hacha, la Flecha, y la Lanza. Los representantes de cada uno de estos clanes constituyen los Outsiders, una sociedad secreta dedicada a poner fin a la corrupción global, pero es en gran parte corrupta. Katana se une a los Outsiders. En Green Arrow: Futures End # 1 (2014), que transcurre cinco años después en un futuro posible, Tatsu aparece siendo todavía miembro de los Outsiders, que ha desarrollado una relación a regañadientes con Flecha Verde, quien rechazó el liderazgo del Clan de la Flecha en la serie principal Green Arrow cinco años antes.

## Poderes, habilidades y armas
Katana es una combatiente cuerpo a cuerpo muy competente y espadachina, después de haber estudiado artes marciales de niña y después de ser entrenada por el samurái Tadashi. Por su tiempo con los Outsiders y Batman, también ha desarrollado fuertes habilidades tácticas.
La espada Ladrona de Almas de Katana, junto con su gemela sin poderes, fue forjada en el siglo XIV por Muramasa, cuyas espadas se dicen que están malditas y los que eran malos cometían actos malvados. A veces toma las almas de los que mata, almacenándolas dentro de la espada, donde pueden participar de comunicación limitada con quien la empuña. Estas almas pueden reencarnarse por medio de un ritual sagrado, donde le sirven a su invocador, aunque sea contra su voluntad. En The New 52, La Ladrona de Almas se establece como el "Tótem Espada" de los Outsiders, que al igual que los otros tótems supuestamente otorga la inmortalidad y la iluminación a su portador, aunque algunos como Flecha Verde se muestran escépticos de las verdades literales de estas afirmaciones.
Además de la Ladrona de Almas, Katana a menudo lleva armamento adicional a la batalla.

## Otras versiones
- En el universo Flashpoint, Katana se unió a las Furias de las Amazonas.[19]

- Un personaje similar a Katana llamada Tsukuri (con la voz de Karen Maruyama) apareció en la serie animada Liga de la Justicia, en el episodio "Furia", como ayudante de la villana Aresia
- El personaje volvería aparecer en más tarde como miembro de Sociedad Secreta de Gorilla Grodd.

## En otros medios

### Televisión

#### Animación
- Un personaje similar a Katana llamado Tsukuri (con la voz de Karen Maruyama) aparece en la serie animada Justice League y Justice League Unlimited, en el episodio "Furia", como asistente de la villana Aresia y más tarde como miembro de la Legión del Mal de Grood.

- Katana aparece en Batman: The Brave and the Bold, con la voz de Vyvan Pham, y más tarde por Kim Mai Guest. En el episodio "¡Llegan los Outsiders!", ella aparece como un miembro de los Outsiders junto a Black Lightning y Metamorpho, como adolescentes nuevos de sus habilidades. Le sirven al villano que habita en el alcantarillado Slug hasta que Batman y Wildcat lo derrotan y lo persuaden de no seguir los caminos de Slug. Katana no habla en su mayoría, por lo general dejando que sus acciones hablen por ella. En "¡Dentro de los Outsiders!", un origen diferente se explora a través de una pesadilla creada por Psico-Pirata: Katana era estudiante de Tadashi, que fue asesinado por el malvado samurái Takeo. Psico-Pirata le hace creer que era su naturaleza locuaz lo que llevó a Takeo a Tadashi, y ella se enmudece por vergüenza. Batman le recuerda que esto no fue lo que pasó; Tadashi se sacrificó para hacerla una mayor guerrera, y su silencio honra sus enseñanzas de autocontrol. En el sumario del episodio "¡Réquiem para un velocista escarlata", ella y los otros Outsiders luchan y derrotan a Kobra con la ayuda de dos nuevos miembros: Geo-Force y Halo.

- Katana aparece como uno de los personajes principales en Beware the Batman,[20] con la voz de Sumalee Montano.[21] Tatsu Yamashiro es retratada como una agente de la CIA que se infiltró en la Liga de Asesinos, y luego fingió su muerte para eliminar la espada Ladrona de Almas de su posesión. Alfred Pennyworth era amigo de su padre durante sus días en la MI-6, y más tarde se convirtió en el padrino de Tatsu. Tatsu accede a servir como guardaespaldas de Bruce Wayne, mientras Alfred se recupera de sus heridas. En "Caja fuerte", está vigilando al Dr. Jason Burr cuando se enfrenta a Mono de Plata, que reporta su supervivencia a Lady Shiva.[22] En "Familia", Tatsu le confiesa a Bruce que ha adquirido la espada Ladrona de Almas y la escondió en la finca. Alfred avala su fiabilidad, pero Bruce exige su dimisión. Bethanie Ravenscroft y Mono de Plata capturan a Wayne y exigen la Ladrona de Almas como rescate. Con la ayuda de Alfred, Tatsu rescata a Wayne y luego combate a los ninjas de la Liga al lado de Batman. Tatsu se entera de que Batman es Bruce Wayne y que ella pasó la "prueba final" para convertirse en su socio. En "Aliados", toma el nombre en clave "Katana", que era también su nombre en clave en la Liga de Asesinos. En "Caída", un flashback revela que Ra's al Ghul se encontró con los agentes de la MI6 Alfred Pennyworth y Edogawa Yamashiro (el padre de Katana) en el pasado, con Edogawa obligado a traicionar a Alfred con Ra's en su último encuentro bajo la amenaza de su familia. Ra's le ordenó a Edogawa usar la espada Ladrona de Almas con Alfred, pero Alfred se defiende, haciendo que los poderes de la espada se activen, lo que lleva a la muerte de Edogawa. En el presente, Batman y Katana llegan para detener a Ra's al Ghul. Katana y Alfred apenas escapan de la Liga de Asesinos con Ra's al Ghul comentando cómo Alfred mató a Edogawa. En "Oscuridad", Ra's al Ghul captura a Alfred y Katana cuando intentan entrar en su guarida. En "Creencia", Ra's al Ghul manipula a Katana para que mate a Alfred para vengar la muerte de su padre. Ella se niega, lo que casi se traduce en que Ra's al Ghul los mate a todos, solo para que Tobias Whale llegue con un Batman capturado.
- Katana aparece en Young Justice: Outsiders, inicialmente como miembro de la Liga de la Justicia antes de renunciar en un movimiento planificado junto a Batman para operar como vigilantes.
- Katana aparece en el episodio de DC Super Hero Girls "#SoulSisters", con la voz de Rina Hoshino. Esta versión comienza como una vigilante despiadada que usa la espada toma almas para robar las almas de los criminales en lugar de capturarlos. Como Tatsu Yamashiro, se inscribe en Metropolis High y rápidamente se hace amiga de Diana Prince durante una esgrima al emparejar con ella. Después de robar las almas de varios supervillanos, se enfrenta a las Super Hero Girls, a quienes considera malvadas por querer ayudar a los villanos y procede a tomar todas sus almas además de Wonder Woman. Cuando Tatsu y Diana aprenden las identidades del otro, pelean y discuten sobre sus métodos hasta que Diana sacrifica su alma para defender a un hombre inocente que Tatsu confunde con un ladrón de autos. Al darse cuenta del error de sus caminos, Katana libera las almas de todas sus víctimas y se compromete a buscar la justicia de la manera correcta.

#### Acción en vivo
- Rila Fukushima interpreta a Tatsu Yamashiro/Katana en la serie de The CW series Arrow.[23][24] La actriz Devon Aoki originalmente fue elegida para el papel, pero fue forzada a abandonar debido a un conflicto de horarios.[25][26] Yamashiro es introducida por primera vez en el estreno de tercera temporada, "La calma", en flashbacks a un momento cuando Oliver Queen fue reclutado como mercenario para Amanda Waller operando en Hong Kong. A través de su manejador, Maseo, llegó a conocer a la esposa de Maseo, Tatsu, y su hijo, Akio. Al igual que su marido, Tatsu es una guerrera japonesa brillante; hábilmente maneja una katana que ha estado en su familia por generaciones. En el transcurso de la temporada, el trabajo de Oliver y Maseo para Amanda Waller los mete en conflicto con el gánster China White y el General Matthew Shrieve. Cuando este desata un arma biológica mortal en Hong Kong, Oliver y los Yamashiros no logran detenerlo, y Akio es asesinado. En el presente, se revela que Maseo se unió a la Liga de Asesinos y se separó de Tatsu, convirtiéndose en un teniente leal de Ra's al Ghul, tomando el nombre Sarab. Inicialmente ayuda a Oliver a sobrevivir una herida mortal de Ra's al llevarlo a Tatsu para curarlo, pero después Ra's le recuerda su necesidad de lealtad. Cuando los amigos de Oliver llevan un asalto contra Ra's al final de la temporada, Tatsu los acompaña, en su traje genuino de los cómics. Ella y Maseo luchan; Maseo rechaza un intento de rechazo, y Tatsu se ve obligado a matarlo.
- En "Shogun", un episodio de la segunda temporada de Legends of Tomorrow, ambientado en la misma continuidad que Arrow, se revela que la espada Soultaker se originó en el Japón feudal como el instrumento con el que un shogun local fue derrotado. Luego se pasó a Masako Yamashiro, quien se supone que más tarde se convertirá en el primero de una larga línea de guerreras llamadas Katana.

### Películas

#### Acción en vivo
- Katana es retratada por Karen Fukuhara en el lanzamiento de Escuadrón suicida de Warner Bros. Pictures 2016. Se recomienda no ser asesinada por ella, ya que su espada puede atrapar las almas de sus víctimas. Fukuhara ha declarado que quiere explorar la historia a fondo de Katana en la secuela.[27] En la película, Katana se desempeña como guardaespaldas de Rick Flag y se muestra que está trabajando activamente para vengar la muerte de su marido. El capitán Boomerang también coquetea ligeramente con Katana en la película, con Katana ignorando sus comentarios.

#### Animación
- Katana aparece en la película animada Superman/Batman: Public Enemies.
- Una versión malvada de Katana conocida como Sai aparece en Justice League: Crisis on Two Earths, como miembro de Sindicato del Crimen y uno de los Made Men de Owlman. Su disfraz es muy similar al de Cheshire.
- Katana aparece en la película DC Super Hero Girls: Héroe del Año, con la voz de Stephanie Sheh. Mientras entrenaba extensamente para la ceremonia del "Héroe del año", Dark Opal hizo que sus monstruos en la sombra robaran uno de sus shuriken.
- Katana hace una aparición en la segunda película de DC Super Hero Girls: Juegos Intergalácticos. Se la ve duelo en una de las Furias Femeninas y las derrota.
- Katana aparece como un personaje recurrente en Lego DC Super Hero Girls: Brain Drain, Lego DC Super Hero Girls: Super-Villain High y DC Super Hero Girls: Leyendas de Atlantis.
- Una muñeca de peluche de Katana aparece brevemente en Teen Titans Go! to the Movies.
- Katana aparece como personaje menor en la película animada Justice League: Crisis on Infinite Earths (2024).

### Serie Web
- Katana aparece en la serie web DC Super Hero Girls y en la especial DC Super Hero High como estudiante en Super Hero High. Ella es expresada por Stephanie Sheh.

### Videojuegos
- Katana es un personaje jugable de DLC en Lego Batman 2: DC Super Heroes.[28]

- Katana aparece en un DLC como un personaje jugable en Lego Batman 3: Beyond Gotham.

- Katana aparece como un personaje jugable en Infinite Crisis, con la voz de Kelly Hu.
- Katana aparece como un personaje jugable en Lego DC Super-Villains, con la voz de Sumalee Montano.